# Cylindersjögurka
Cylindersjögurka (Paracucumaria hyndmani) är en sjögurkeart som först beskrevs av Thompson 1840.  I den svenska databasen Dyntaxa används istället namnet Panningia hyndmani. Enligt Catalogue of Life ingår Cylindersjögurka i släktet Paracucumaria och familjen Paracucumidae, men enligt Dyntaxa är tillhörigheten istället släktet Paracucumaria och familjen korvsjögurkor. Enligt den svenska rödlistan är arten nära hotad i Sverige. Arten förekommer i Götaland. Artens livsmiljö är havet. Inga underarter finns listade i Catalogue of Life.